# Hłusk
Hłusk (biał. Глуск, Hłusk; ros. Глуск, Głusk) – osiedle typu miejskiego na Białorusi, w obwodzie mohylewskim, siedziba rejonu hłuskiego.
Położone nad rzeką Ptycz, 170 km południowy zachód od Mohylewa, 33 km od stacji kolejowej Ratmirowicze na linii Bobrujsk – Oktiabrski. Węzeł drogowy szlaków biegnących w kierunku Bobrujska, Starych Doroh, Oktiabrskiego, Lubani. Liczy 7 400 mieszkańców (2010).

## Historia

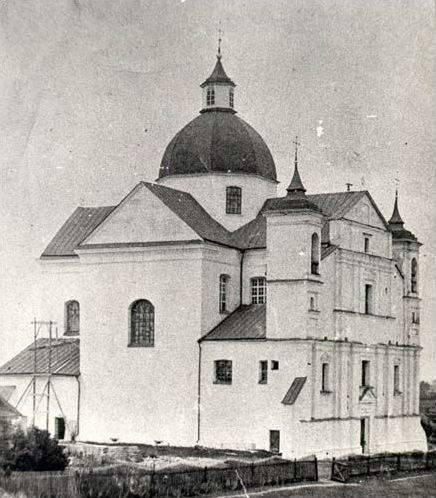
Kościół bernardynów na starej fotografii

Wzmiankowane w dokumentach pisanych z drugiej połowy XV wiek]u jako Stary Hłusk (później Hłusk Spalony). W 1525 roku król Zygmunt Stary nadał miastu przywilej targowy. Właścicielem osady był Jan Holszański. Współczesny Hłusk powstał w XVI wieku na terytorium wcześniejszej osady Hłusk-Dubrowicki, gdzie na prawym brzegu rzeki Ptycz zbudowano bastionowy zamek obronny. Miasteczko było początkowo własnością Połubickich, a potem Czartoryskich i od 1690 roku Radziwiłłów. W 1616 roku podczas wyprawy na Smoleńsk obawiający się grabieży mieszczanie zaatakowali przechodzących żołnierzy rotmistrza Sienkiewicza, za co po skończonej wojnie został wytoczony proces, w wyniku którego właściciele miasta musieli zapłacić odszkodowanie. W 1667 roku z fundacji Aleksandra Połubińskiego bernardyni założyli tu klasztor i wybudowali kościół. Wielki pożar w 1775 roku strawił miasto prawie całkowicie, w związku z czym Sejm w Warszawie zwolnił miasto od wszelkich podatków na 10 lat.
Miasto magnackie położone było w końcu XVIII wieku w hrabstwie głuskim w powiecie nowogródzkim województwa nowogródzkiego.
Po II rozbiorze Polski w 1793 roku Hłusk wszedł w skład ujezdu bobrujskiego Imperium Rosyjskiego. Po powstaniu listopadowym, skasowano klasztor bernardynów. W roku 1897 w miasteczku było 500 domów, 5328 mieszkańców, 2 cerkwie, kościół i 5 synagog.
Podczas okupacji hitlerowskiej, w sierpniu 1941 roku Niemcy utworzyli getto dla żydowskich mieszkańców. Przebywało w nim około 1000 osób. W grudniu 1941 roku Niemcy zlikwidowali getto, a Żydów zamordowali.
W 1944 roku wysadzono w powietrze barokowy kościół i klasztor bernardynów.

## Zabytki
- pozostałości ziemnych umocnień z przełomu XVI i XVII wieku.